# Districte d'İmişli
El districte İmişli (àzeri: İmişli rayonu), és un dels 66 districtes de l' Azerbaidjan. Es troba al centre del país i pertany a la Regió Econòmica Aran Central. El districte limita amb els districtes de Beylagan, Zardab, Kurdamir, Sabirabad, Saatly, Bilasuvar i la província d'Ardabil de l'Iran. La seva capital i ciutat més gran és Imishli. El 2020, el districte tenia una població de 158.682.

## Geografia
El districte està per sota del nivell del mar. El riu Kura forma la frontera nord del districte, mentre que el riu Araxes forma part de la frontera sud i travessa el centre del districte. Els sòls grisos i en part grisos s'estenen al terme. El districte té diversos recursos minerals naturals com ara petroli i gas i sorra i grava.
El clima és majoritàriament suau, càlid i sec desert. La temperatura mitjana ronda els 1,60 graus centígrads al gener i els 26,10 graus centígrads al juliol. La precipitació anual és de 300 mm. La vegetació principal és de tipus semidesèrtic i salina. La zona forestal està formada per àlbers, xiprers, moreres, magranes comunes i boscos. La zona té una flora diversa. Hi ha senglars, llops, guineus comunes, conills grisos i gaseles. Entre els ocells hi ha el faisà, les larves, el falcó, i el colom.
El llac natural més gran d'Azerbaidjan, Sarysu, es troba principalment al districte d'Imishli, amb una petita part que arriba al districte veí de Sabirabad.